# Alpha-Carotène
L'α-carotène est la deuxième forme de carotène la plus répandue, juste après le β-carotène.

## Alimentation
Les légumes suivants sont riches en α-carotène :
- légumes jaune-orange : carotte (principale source pour les adultes des États-Unis), patate douce, citrouille, courge ;
- légumes vert foncé : brocoli, haricot vert, petit pois, épinard, navet, chou cavalier, laitue, avocat.

## Santé
L'apport alimentaire influence le taux sanguin d'α-carotène, qui d'après une étude est associé à un risque plus faible de décès,.